# 伏原宣足
伏原 宣足（ふしはら のぶたる）は、幕末の公家。明治時代から昭和時代にかけての神職・政治家・華族。貴族院子爵議員。伏原家10代当主。

## 経歴
山城国京都で少納言・伏原宣諭の長男として誕生。安政3年12月15日（1857年1月10日）に元服し昇殿を許された。安政6年6月20日（1859年7月19日）左兵衛権佐に任じられ、その後、少納言、侍従を歴任。父・宣諭の死去に伴い、1876年（明治9年）10月16日、家督を継承した。
明治3年（1870年）以降、次侍従、侍従、式部寮出仕、掌典補、式部属、太政官属などを歴任。
明治17年（1884年）7月8日、子爵を叙爵。
明治23年（1890年）7月22日、賀茂別雷神社宮司兼賀茂御祖神社宮司に補任された。翌年（1891年）4月16日、賀茂別雷神社宮司を免ぜられた。明治25年（1892年）6月21日、賀茂御祖神社宮司も免ぜられた。
明治26年（1893年）3月29日、貴族院子爵議員補欠選挙で当選し、1925年（大正14年）7月まで在任した。

## 栄典
- 1906年（明治39年）4月1日 - 勲四等旭日小綬章[10]

## 系譜
- 父：伏原宣諭 - 少納言
- 母：富小路愷子 - ひでこ、富小路政直長女[1]
  - 妹：木下綾子 - 木下俊愿の正室
  - 妹：千家俊 - 千家尊福の室[1]
  - 弟：田沼望 - 田沼意尊長女・田沼智恵入夫、貴族院子爵議員[1]
- 妻：持明院留子 - 持明院基政長女[11]
  - 男子：伏原常麿
  - 長女：藤枝民子 - 藤枝雅之後室
  - 男子：終
  - 女子：持明院仲子 - 持明院基揚室[1]